# Mala Fama, Buena Vidha
Mala Fama, Buena Vidha is het tweede studioalbum van de Mexicaanse rapper Dharius. Sony Music brachten het in 22 juni 2018 uit op cd en als download.

## Tracks
1. "Mala Fama, Buena Vidha" - 4:30
2. "Te Gustan Los Malos" - 4:06
3. "Mala Vibra" - 3:46
4. "Hey Morra" - 3:53
5. "Es El Pinche Dharius" - 3:01
6. "La Durango" - 4:10
7. "Me Voy A Poner Bien Loco" - 4:23
8. "Alla Por Cd. Juarez" - 3:46
9. "Ando Bien Amanecido" - 2:57
10. "Un Camion Lleno de Esas" - 3:48
11. "De Party Sin Ti" - 3:14
12. "Perro Loco" - 3:31